# Polytelini
Polytelini Mathews, 1916 è una tribù di uccelli della famiglia Psittaculidae.

## Tassonomia
Comprende i seguenti generi e specie:
- Alisterus Mathews, 1911
  - Alisterus amboinensis (Linnaeus, 1766) - pappagallo re delle Molucche
  - Alisterus chloropterus  (E.P.Ramsay, 1879) - pappagallo re papua
  - Alisterus scapularis  (Lichtenstein, 1816) - pappagallo re australiano
- Aprosmictus Gould, 1842
  - Aprosmictus jonquillaceus (Vieillot, 1818) - pappagallo spalleoliva
  - Aprosmictus erythropterus  (J.F.Gmelin, 1788) - pappagallo alirosse
- Polytelis Wagler, 1832 (3 spp.)
  - Polytelis swainsonii (Desmarest, 1826) - parrocchetto di Barraband
  - Polytelis anthopeplus (Lear, 1831) - parrocchetto codanera
  - Polytelis alexandrae Gould, 1863 - parrocchetto della regina Alessandra